# Gaukelflug
Als Gaukelflug wird bei Schmetterlingen und manchen Greifvögeln – vor allem den Weihen – eine hin- und herschwenkende Flugart bezeichnet.
Bei den Weihen dient der Gaukelflug, der mit leicht nach oben gehaltenen Flügeln in geringer Höhe über dem Boden erfolgt, der Suche nach bodennaher Beute. Die Beute wird am Boden aus kurzer Distanz überrascht und gegriffen, doch können etwa Wiesenweihen meist auch aufgescheuchte Kleinvögel durch schnelle Körperdrehungen auch noch in der Luft schlagen. Diese Art des Fluges ist sehr energiearm und nutzt den Wind in geringer Höhe aus. Ein Nachteil des Gaukelflugs ist, dass eine entkommene Beute nicht schnell genug verfolgt werden kann. 
Bei Schmetterlingen ist der Gaukelflug einerseits durch die Flügelform bedingt, erleichtert aber auch die Suche nach geeigneten Blüten. Bei der Werbung entwickelt er sich oft zu einem tanzenden Flug des Paares.